# 船田玉樹
船田 玉樹（ふなだ ぎょくじゅ、1912年（大正元年）10月29日 - 1991年（平成3年）2月4日）は、呉市出身の画家。活動初期は東京で、日本画を基礎としながらシュルレアリスムや抽象主義を取り入れた前衛表現を追究した。戦後は郷里の広島で活動し、日本画のみならず水墨画や油彩画、ガラス絵など幅広い作品を残した。

## 経歴

### 戦前
1912年（大正元年）広島県賀茂郡広村（現・呉市広）に長男として生まれる。本名、信夫。1924年（大正13年）旧広島県立第一中学校（現・広島県立国奉寺高等学校）に入学、この頃から油彩画制作を始めるが、肋膜炎を患い病気がちであったため、1927年（昭和2年）退学。
1932年（昭和6年）広島洋画研究所で油彩画を学び、同年東京に出て番衆技塾に学ぶ。当初はルオーのような厚塗りの作品を描いていたというが、琳派の展覧会を見て俵屋宗達や尾形光琳に感銘を受けたことをきっかけに日本画に転向する。1934年（昭和9年）日本画家・速水御舟に師事するが、翌年御舟急逝のため、師の最も尊敬した小林古径に入門する。同1935年（昭和10年）第19回日本美術院試作展に《椿》を出品し初入選。翌年第23回院展に《花の朝》が初入選。
この頃から玉樹は、日本画の〈新日本画研究会〉や、洋画の〈自由美術家協会〉〈美術文化協会〉など、日本画・洋画問わず様々なグループの展覧会に革新的な作品を発表する。1938年（昭和13年）これらの日本画・洋画のグループに共に参加していた山岡良文、岩橋英遠らと〈歴程美術協会〉を創立。当初、事務局は玉樹の自宅とされた。「第1回歴程美術協会展」には四曲一隻の屏風《春の夕》（東京国立近代美術館蔵）を出品。画面中央に大樹を据え、その枝に岩絵具を散らして紅や白の花弁を表現した作品で、古典的な画面構成と実験的な描法の融合を試みた。第2回展開催後、他メンバーとの意見の相違等を理由に、玉樹をはじめ丸木位里、岩橋英遠ら主要メンバーが同協会を脱退、その後は個展や研究会を開催しながら、シュルレアリスム的手法や抽象表現を多分に意識した作品を発表した。1944年（昭和19年）1月に応召するも、健康上の理由でその年の11月に除隊となり帰郷。以後、広島に住まうこととなる。

### 戦後
1948（昭和23年）の第33回展から院展への出品を再開。翌第34回展に《暁のれもん樹》（京都国立近代美術館蔵）を、第35回展に《春の鐘》（広島県立美術館蔵）を出品した。また、同1950年（昭和25年）に制作された《すすきの原の秋》（広島県立美術館蔵）は「ソ連における現代日本美術展」に出品された。この当時、美術界では戦後日本社会における「日本画」のあり方について多くの議論がなされ、玉樹もまた《すすきの原の秋》において西洋絵画の描法を加味することで新たな表現を模索したことが指摘されている。やがて、出品サイズをめぐる齟齬から1963年（昭和38年）に院展を離れ、以後は新興美術院に理事として参加した。1970年（昭和45年）第20回新興美術院展の《老梅》で文部大臣奨励賞受賞。
1974年（昭和49年）くも膜下出血で倒れるも、奇跡的に快方へと向かう。退院後しばらくは後遺症で右半身が自由に動かない中、油彩による自画像、抽象的な形象を描いた水墨画やガラス絵に没頭した。また、これを機に新興美術院からも退き、以後は特定の画壇に所属することなく、個展を主な作品発表の場として活動した。
1988年（昭和63年）にはさらに腎臓病を患い、透析治療を行いながら、広島市の依頼で《宮島老松》（広島市現代美術館蔵）を制作。その後は次第に大作の制作は難しくなっていった。1991年（平成3年）広島市現代美術館開催の展覧会「広島の美術の系譜―戦前の作品を中心に―」に《春の夕》（1938年）が出品されるも、その開幕の2日後に急性心不全のため死去した。享年78歳。

## 家族・親族
〈歴程美術協会〉で出会った日本画家の谷口富美枝とは、1944年に結婚し、1953年に協議離婚している。
娘でアコーディオン奏者・ゆうこ（副島優子）は、シンガーソングライター・村下孝蔵の元妻。村下の楽曲『ゆうこ』のタイトルになっている。